# Lacydes
Lacydes é um gênero de traça pertencente à família Arctiidae.